# Nicola Polvere
Il marchese Nicola Polvere (Pago Veiano, 6 maggio 1833 – Benevento, 5 marzo 1915) è stato un politico italiano.

## Biografia
Nacque in nobile famiglia che era assai nota in zona per aver dato i natali a vari personaggi di rilievo: suo padre, cavalier Salvatore, aveva infatti ricoperto incarichi pubblici, mentre la madre, Maria Carmela de Agostini, proveniva da illustre casato di Campolattaro cui appartennero Giosuè de Agostini (archeologo, letterato, giudice supplente e comandante della Guardia Nazionale di Campolattaro), e suo figlio Urbano (politico).
Il bisnonno Giuseppe Polvere, invece, fu insigne medico ordinario dell'Ospedale Militare di Benevento sotto il Principe di Cutò Alessandro Filangieri (reggente del principato beneventano nel 1798) e si dedicò ad alcuni studi scientifici: della sua opera (probabilmente più vasta rispetto a quanto tramandato dalle poche fonti) restano i saggi: Memoria sull'aurora boreale (Benevento 1775) e Dissertazione sulle componenti e proprietà medicinali dell'acqua minerale della Terra di Pago (Benevento, Stamperia Arcivescovile, 1776), da lui stesso "scoperta e riattata ad usi umani" (Michele Torcia, Relazione dell'ultima eruzione del Vesuvio accaduta nel mese di agosto di questo anno 1779, Napoli 1779), 
Medico valoroso fu anche lo zio Gennaro Polvere, precursore agli inizi dell'Ottocento, di un vaccino contro la tosse ferina (ossia la pertosse).
Altrettanto noto fu lo zio don Arcangelo, gesuita, arciprete di Pago Veiano dal 1842 alla morte, liberale di vecchia data (dopo i moti carbonari del 1820-21 venne per questo motivo esonerato dall'incarico di insegnante pubblico), e anche colto letterato nonché scopritore di un'epigrafe romana dedicata a Caio Safronio Secondo, datata al 167 d.C., e dalla quale si diede al paese natale l'appellativo di Veiano.
Nicola Polvere, ultimo rappresentante della famiglia, nacque nell'antico palazzo in Pago Veiano in Corso Margherita (ancora oggi esistente seppur diruto) e compì gli studi dapprima privatamente con lo zio arciprete, poi a Benevento e quindi a Napoli, ove si dedicò dapprima a studi letterari e scientifici nella scuola privata del fisico Luigi Palmieri, il quale lo indirizzò poi a quelli di Diritto con Pasquale Cicarelli. 
Poiché nella capitale del Regno erano in atto i moti per la libertà, per effetto di un’apposita legge avrebbe dovuto proseguire gli studi a Salerno, ma riuscì a restare a Napoli per intercessione di Luigi Nicola de Majo duca di San Pietro e feudatario di Pago, il quale - dopo la laurea in Giurisprudenza - gli assicurò poi un posto come funzionario al Ministero dell’Interno che terrà per circa un quinquennio.

## Attività politica locale
Tornato al paese natio nel 1859 dopo la morte del fratello Carlo, Nicola Polvere . di idee liberali - intraprese l'attività politica come Capitano della Guardia Nazionale di Benevento ricoprendo poi lo stesso incarico a Pago Veiano così come suo padre e ne divenne poi sindaco, ma durante il periodo del brigantaggio venne perseguitato dai briganti assieme al genitore e allo zio, e quindi costretto ad allontanarsi per qualche tempo.
Scrive a proposito il suo congiunto Giosuè De Agostini (secolo XIX) che «Il Sindaco Nicola Polvere, suo padre capitano della Guardia Nazionale eran le prime vittime designate; cercaron nella fuga campar la vita, furono salvi; ma niente poté trattenere che quei tristi inferocissero contro le cose loro. Due loro case furono messe a ruba, a saccheggio, a fiamme. Erano le più ricche del paese... Più giorni durarono quelle nefandezze e, non paghi di tanto scempio, inveirono contro un familiare che, a guardia della casa, vi lasciò la vita, esempio di fedeltà e di rara amicizia».
Cessato il pericolo e rientrato in paese, Nicola Polvere tornò alle mansioni di primo cittadino di Pago Veiano con decreto del Luogotenente del 17.7.1861 sulla proposizione del Segretario generale del Dicastero dell'Interno e Polizia, che nominò i sindaci del Circondario di Benevento.
Restando lungamente in carica fino al 1882 come sindaco, e poi come assessore dal 1883 al 1893, diede impulso a svariate opere pubbliche, facendo realizzare tra l'altro il restauro di una pubblica fontana nel 1872 come ancora oggi ricorda la targa marmorea, mentre, - conseguentemente alla già citata scoperta archeologica dello zio arciprete Arcangelo - decretò l'aggiunta dell'appellativo Veiano al comune di Pago.
Componente della Deputazione Provinciale, fu per decenni Consigliere Provinciale e dal 24 settembre 1900 al 2 marzo 1902 fu anche Presidente della Provincia di Benevento, sostenendo politicamente Michele Ungaro e scontrandosi quindi con altri politici locali.
Assai noto, a proposito, fu un acceso diverbio con il consigliere provinciale Salvatore Pacelli di San Salvatore Telesino che lo accusò – assieme al consigliere Cini – di aver favorito il signor Minieri di Telese nella vicenda della concessione di utilizzo delle acque termali. A seguito di ciò, nel 1881, Pacelli pubblicò sul giornale «La Voce del Sannio» una lettera per informare la pubblica opinione di quanto era accaduto nel Parlamentino della Rocca dei Rettori denunciando complicità dei consiglieri Polvere e Cini, i quali, a proposito di una richiesta di riduzione del canone per le acque di Telese da parte del concessionario Minieri, avrebbero al Pacelli stesso confidato che il Minieri, per assicurarsi tale riduzione, aveva dovuto sborsare L. 40.000.
Pacelli venne quindi sfidato a duello, con lettera trasmessagli dai padrini dell'onorevole Polvere il 9 ottobre 1881, ma sebbene lo scontro non ebbe luogo per l'intervento di comuni amici, fra cui l'avvocato Cirelli e il barone Francesco Farina, la vicenda finì addirittura in Parlamento tant'è che il 12 aprile 1882, il Ministro di Grazia e Giustizia, Zanardelli, trasmetteva al Presidente della Camera l'istanza di autorizzazione a procedere, inoltrata dal Procuratore del Re al Tribunale Civile e correzionale di Napoli, contro l'onorevole S. Pacelli, imputato di libello in danno di Nicola Polvere.
La domanda venne accolta e con la seduta del 26 aprile dello stesso anno fu data comunicazione all'assemblea dal Segretario Relatore Luigi Ferrari. Nel dibattito intervenne anche il giornale "La Gazzetta Piemontese" che - sul numero del 10 novembre 1881 - espose una diversa verità dei fatti accusando proprio Pacelli di essere stato mosso da "una causa di interesse personale; risulta infatti dai documenti che il Pacelli, che nel 1877 era presidente del Consiglio Provinciale di Benevento, in quell'anno stesso trattava segretamente col Minieri per entrare socio con lui nella concessione degli stabilimenti provinciali; trattava col Minieri per ottenere, nel caso non ci riuscisse ad avere la concessione degli stabilimenti provinciali, l'esercizio di altri stabilimenti privati nell'istesso territorio di Telese, per fare in tal modo concorrenza alla Provincia del cui Consiglio, come dissi, il Pacelli era allora Presidente! Questi fatti sono riprovati da documenti e da lettere dello stesso Pacelli. Come vedete la cosa è molto grave; non si tratterebbe più soltanto di un atto indelicato, si tratterebbe di qualche cosa di peggio" [ nota] La data 1877 riportata dalla «Gazzetta Piemontese» in relazione alle mansioni di Salvatore Pacelli come Presidente della Provincia di Benevento in carica in quell'anno è però errata, poiché egli tenne la presidenza dal 1º settembre 1873 al 13 agosto 1876. Chiarito ciò, Pacelli potrebbe quindi aver siglato segreti accordi o da Presidente - ma appunto nel 1875 o 1876 quando secondo alcuni fu stipulata la concessione – oppure come Consigliere Provinciale nell'anno successivo quando effettivamente le Terme entrarono in esercizio.

## Attività politica
Parallelamente all'impegno nelle amministrazioni locali, il marchese Polvere intraprese anche la carriera politica a livello nazionale venendo eletto Deputato al Parlamento del Regno d'Italia nella XII Legislatura (1874), e risultando poi più volte vincitore anche nelle successive consultazioni contro il barone Nicola Nisco.
Nisco - neoguelfo e poi liberale - non perdonò mai al marchese Polvere quelle vittorie elettorali e rimase lungamente suo acerrimo nemico e avversario politico, non risparmiandogli ingiuriosi appellativi definendolo "asino" e "uomo di poche lettere", nonché cercando di screditarlo con infondate accuse nei suoi lavori storiografici, così come del resto era notoriamente nel suo stile, tant'è che Mario Rotili ebbe a definire Nisco «storico dei suoi tempi, non sempre obiettivo e veritiero».
Riconfermato nella carica di deputato per sei volte fino al 1890, Polvere venne nominato Senatore del Regno per censo il 10 ottobre 1892 e su designazione di Giovanni Giolitti, cui aveva dato ampio sostegno politico, restando al Senato fino alla morte.
In veste di deputato Nicola Polvere espresse nel 1876 alla Camera parere contrario alla legge che intendeva regolare l'amministrazione della Lista Civile, ossia il patrimonio Reale e «l'assegnazione annua inserita nel bilancio dello Stato di una somma a favore del Re in ragione dell'ufficio da lui esercitato». Nel 1877 (26 maggio) appoggiò alla Camera l’intenzione del presidente del Consiglio Depretis di avviare la riforma finanziaria che prevedeva l’abolizione del corso forzoso, il pareggio del bilancio e l’attenuazione delle imposte più gravose per le classi meno abbienti, prendendo inoltre parte alle discussioni sui dazi sui generi alimentari quali sale e zucchero.
Quando il 26 dicembre 1877 il Ministero dell’Agricoltura venne soppresso da Depretis con un Regio Decreto, Nicola Polvere fu tra i deputati che espressero dissenso sia per tale provvedimento e sia per le modalità di esecuzione, avvenuta senza interpellare il Parlamento. Pertanto nel 1878 (7 giugno) egli, esprimendo voto favorevole, partecipò alla discussione del disegno di legge sulla ricostituzione del Ministero di Agricoltura e Commercio, approvato il giorno 30 dello stesso mese.
Il 17 marzo 1880 partecipò, nel II governo Cairoli, alla discussione sul disegno di legge per il riordinamento dell’arma dei Carabinieri Reali, mentre nel mese di maggio, assegnato al I° Ufficio della Camera, partecipò attivamente al dibattito sulla riforma elettorale e con altri deputati votò a favore della proposta dell'onorevole Felice Cavallotti con cui «la Camera prende formale impegno di non decretare le proprie vacanze estive se prima tale riforma non sia stata discussa e votata», sebbene l’iter di approvazione si riveli poi oltremodo lungo e complesso durato due anni.
Il 1º marzo 1890 Nicola Polvere intervenne alla Camera nel corso della discussione della legge n. 6702 che mirava a riformare le circoscrizioni giudiziarie e presentò con l’onorevole Andolfato un emendamento a tutela delle «esistenti circoscrizioni amministrative, elettorali e finanziarie». La legge viene approvata il 30 marzo dopo un lungo iter e l’intervento personale di Crispi che, nella duplice veste di Presidente del Consiglio e Ministro dell’Interno, pur di ottenere il ritiro degli emendamenti fornisce ampie rassicurazioni ai deputati Andolfato e Polvere circa le loro richieste.
Nel novembre del 1890, alla viglia delle elezioni nazionali, Polvere espresse in veste di senatore parere contrario alle normative che attribuivano allo Stato l’assistenza ai bisognosi.
Il 22 novembre 1895, infine, il Senato approvò il progetto di legge sul procedimento speciale in materia di contravvenzioni alla cui stesura Polvere collaborò con il Ministro di Grazia e Giustizia proponendo un emendamento al testo del relatore Basanti sull’articolo 2.

## Notizie familiari
Il marchese Polvere visse nell'avito palazzo Polvere di Pago Veiano in Corso Margherita e in quello di Benevento in Corso Dante (oggi palazzo Polvere Jelardi). Fu uno dei più insigni rappresentanti dell'aristocrazia locale e sposò nel 1859 donna Amalia Cassitto del patriziato di Ravello dei Conti di Ortenburg, Stevburg e Cilia, del fu Dionisio Cassitto e di donna Marianna de Mattheis. Dalle loro nozze nacque un solo figlio maschio, il primogenito Carlo, morto però a solo dieci giorni nel 1860, e poi sette figlie femmine delle quali ne sopravvissero solo cinque fino ad età matura.
Egli fu quindi l'ultimo rappresentante del nobile ed antico casato poiché un fratello, Carlo  (1830-1858), medico, morì giovanissimo e celibe, mentre l'altro germano Giuseppe (Pago Veiano 1828- Benevento 1912) vestì gli abiti religiosi e fu canonico del Capitolo metropolitano di Benevento, monsignore e prelato domestico di papa Pio X.
Estinta con la sua morte, la famiglia dei marchesi Polvere confluì in quelle di alcune delle sette figlie:
- Maria Carmela (1861-1948) sposata con il marchese Pasquale Rosati de Girolami Grosso e madre di undici figli: Bartolomeo, Caterina (morti in tenerissima età), Maria (in Valente), Amalia, Nicola, Giovanni, Giuseppe, Margherita (sp. Rosario dei Baroni Petruccelli), Vittorio, Umberto (deceduto nel Primo Conflitto Mondiale), e Ferdinando Rosati, ingegnere e Preside della provincia di Benevento nel 1938.
- Carlotta (1866-1948), sposata con il consigliere provinciale cav. Ferdinando Jelardi e madre di otto figli: Nicola, Carlo Jelardi (generale medico di Marina e nonno della giornalista Donatella Raffai,), Elisa (in Meomartini), Alfredo, Mario, Laura (in Meomartini), Oreste e Arturo Jelardi, esponente di spicco del Pnf.
- Maria Anna (1868-1954) coniugata con il conte magistrato Ettore de' Cillis, fu Ottavio patrizio beneventano, madre di tre figli, Roberto (sposato con la marchesa Amalia de Angelis Effrem di Torre Ruggero), Maria (sposata al conte Emilio di Broglio) e Raffaella (sposata con il barone Alberto de Falco).
- Silvia Sofia (nata nel 1869 e morta ancora bambina)
- Lauretta, (nata nel 1871 e morta all'età di dieci anni nel 1881)
- Margherita (1875-1943) sposata al colonnello Giovanbattista Cefaly dei baroni di Sant'Irene di Cortale, senza prole;
- Lucia (1876-1966) sposata al magistrato Francesco de' Conno e madre di cinque figli: Amalia , Maria (sposata al nobile Alfonso Ruffo di Scilla), Agnese (sposata al conte Antonio Trara Genoino), Maria Pia (sposata al conte Giuseppe Trara Genoino)  e Nicola (quest'ultimo padre del Console Francesco de' Conno).

## Morte e commemorazioni
Nicola Polvere, vedovo dal 1895, si spense dopo breve malattia nel suo palazzo di Benevento ed ebbe solenni esequie nel Duomo per poi essere tumulato nella cappella gentilizia del cimitero cittadino. Un busto bronzeo venne eseguito dallo scultore Giuseppe Pellegrini; Il 6 maggio 2015 (nel giorno del 182º anniversario della nascita e nell'anno del centenario della morte) una copia di tale busto è stata donata dal pronipote Andrea Jelardi alla Biblioteca Provinciale di Benevento "Antonio Mellusi" e collocato sullo scalone del palazzo Terragnoli in Corso Garibaldi ove ha sede la medesima istituzione.
Poco dopo la scomparsa, Nicola Polvere venne commemorato alla Camera dagli on. Vincenzo Bianchi e Celesia, nonché dal presidente Marcora, mentre in Senato fu ricordato con queste parole del Presidente Giuseppe Manfredi:
«Pianta amaramente in Benevento è la morte del marchese Nicola Polvere, avvenuta il 6 del mese corrente; ch'egli vi era da tutti tenuto in molto pregio ed affetto per le elette qualità della mente e del cuore. era nato in Pago Veiano, provincia beneventana, il 6 maggio 1833; e con la nobiltà e la fortuna aveva ereditato dalla famiglia i sentimenti liberali. Di pari sentimenti ebbe i precettori in Napoli, ove fu mandato nel 1848, e finì gli studî con quelli del diritto. Ritornato al paese nativo vi salì in reputazione per i pubblici uffici; ed eletto sindaco giovanissimo, tenne con generale approvazione, la carica lungamente. Nel Consiglio provinciale di Benevento presto entrato, più non ne uscì; ne fu presidente; ed alla Deputazione più volte appartenne.Al più importante momento della vita della provincia va legato il suo nome. Anche del corpo elettorale politico godé il maggior favore e la più costante ed inalterata fiducia. Eletto deputato nel 1874, tenne il mandato per diciotto anni in sei legislature continue. Rappresentò il collegio il San Giorgio la Montagna dalla XII alla XIV; e fu tra i rappresentanti del collegio unico della provincia di Benevento a scrutinio di lista dalla XV alla XVII. Adempì il dovere con assiduità e coscienza, caro ai colleghi, in grazia sempre degli elettori. Nel 10 ottobre 1892 fu nominato senatore; e, finché poté, intervenne ai nostri lavori. La morte del senatore Polvere è altra perdita di un degno ed onorando collega, che aumenta il lutto del Senato».
Cui seguirono quelle del senatore Giuseppe D'Andrea:
«Con affetto devoto di figlio il senatore Polvere si occupò della provincia di Benevento, senza destare odii o rancori. Una altra bella prerogativa di lui era quella di aver molto denaro e di averlo in molta parte speso, con larga generosità, a beneficio delle classi meno abbienti, dalle quali fu sempre ben veduto ed amato. Ma non basta, giacché tutto il bene che egli fece per i poveri del suo paese nativo lo fece con grande modestia, senza andare in cerca di lodi, facendo il bene per il bene, senza preoccuparsi di raccogliere sul suo nome fama ed onori».
(Cfr. Senato del Regno, Atti parlamentari. Discussioni, 10 marzo 1915).
Il 6 maggio 2015 (a cento anni dalla scomparsa e nel giorno in cui nacque) un busto raffigurante Nicola Polvere e donato dal pronipote Andrea Jelardi è stato collocato sullo scalone principale della Biblioteca Provinciale di Benevento "Antonio Melusi" presso il palazzo Terragnoli.

## Curiosità
Poiché il Senatore Polvere possedeva cospicui beni, i nemici con invidia, e gli amici con ammirazione, gli affibbiarono il nomignolo di “polvere…d’oro". Pur essendo di animo magnanimo, il marchese Polvere fu tuttavia fermamente alieno dal concedere favoritismi e raccomandazioni a chicchessia tant'è che la figlia Carlotta, in caso di persone realmente meritevoli e bisognose, ne imitava la calligrafia e la firma per trovargli un'occupazione. .